# 7. krajiška brigada (NOVJ)
Za druge 7. brigade glejte 7. brigada.
7. krajiška brigada je bila brigada v sestavi Narodnoosvobodilne vojske in partizanskih odredov Jugoslavije in ki je delovala med drugo svetovno vojno na področju Kraljevine Jugoslavije.

## Zgodovina
Brigada je bila ustanovljena 27. decembra 1942 s 4 bataljoni, pri čemer je skupna moč brigade znašala 650 borcev.

## Organizacija
- štab
- 4x bataljon